# Пятая колонна
«Пя́тая коло́нна» (исп. quinta columna) — наименование агентуры генерала Франко, действовавшей в Испанской Республике во время Гражданской войны в Испании 1936—1939 годов. В политической фразеологии и журналистике словосочетание активно употребляется по отношению к различным типам внутреннего противника, обычно в кавычках, что подчёркивает прецедентность названия.

## Этимология
Авторство термина «пятая колонна» приписывается испанскому генералу Эмилио Моле, командовавшему армией франкистов в ходе гражданской войны, на основании свидетельства мадридского журналиста газеты Нью-Йорк Таймс Вильяма Карни (англ. William P. Carney). Согласно Карни, наступая на Мадрид, Мола передал по радио в начале октября 1936 года обращение к населению испанской столицы, в котором заявил, что помимо имеющихся в его распоряжении четырёх армейских колонн он располагает также пятой колонной в самом Мадриде, которая в решающий момент ударит с тыла. Карни — консерватор, писавший свои репортажи со стороны националистов — в целом оценивается историками как ненадёжный свидетель.
По мнению Х. Томаса, за несколько недель до Молы термин был употреблён бароном Сент-Освальдом (в то время корреспондентом в республиканской Испании).
Михаил Кольцов, находившийся в это время в Мадриде, приписывал термин генералу Вареле.
Эрнст Нольте в своей книге «Фашизм в его эпохе» возводит историю словосочетания к Муссолини, который уже во время Первой мировой войны говорил о «пятой армии» (итал. quinta arma), которую Германия создала в тылах противников союза Центральных держав (союз в то время состоял из четырёх стран).
Термин быстро распространился в республиканской Испании, возможно, из-за аналогии с «пятым полком». Практически сразу его кальки проникли и в большинство европейских языков.
Накануне и во время Второй мировой войны 1939—1945 годов «пятой колонной» называли нацистскую агентуру в различных странах, помогавшую захвату этих стран немецкими войсками.

## Современное употребление
В российской политической фразеологии словосочетание активно употребляется в журналистике по отношению к различным типам внутреннего противника или врага, обычно в кавычках, что подчёркивает прецедентность названия. Е. Шабалина выделяет следующие применения:
- политические группировки, тайно или явно противодействующие основной политике государства;
- террористы;
- бизнесмены с интересами за границей.

Шабалина также отмечает «устойчивую денотационную отнесённость» термина к еврейскому населению России в нескольких контекстах, указывая на возможные лингвистические ассоциации со словосочетанием «пятая графа».
Историки употребляют словосочетание для обозначения подрывной агентуры вражеских стран (как истинной, так и выдуманной в пропагандистских целях).